# SC Preussen Dellbrück
SC Preussen Dellbrück was een Duitse voetbalclub uit Keulen.

## Geschiedenis
De club werd in 1912 opgericht als FC Preussen Dellbrück. De gemeente werd pas in 1914 een stadsdeel van Keulen. De club was aangesloten bij de West-Duitse voetbalbond en speelde in de lagere klassen. Na de Eerste Wereldoorlog werd de naam in FV 1912 Köln-Dellbrück veranderd en nam de club het de Sportplatz an der Bergisch Gladbacher Straße in gebruik, die door de fans Et Höffge genoemd werd. Enkele jaren later werd de naam gewijzigd in SC Preussen 1912 Dellbrück. In 1931 promoveerde de club voor het eerst naar de hoogste klasse van de Rijncompetitie. Echter degradeerde de club meteen weer. Preussen dwong het volgende seizoen wel weer promotie af maar door een grondige competitieherstructurering werd deze ongedaan gemaakt. De Gauliga werd ingevoerd als hoogste klasse en hier kwalificeerde de club zich bijgevolg niet voor. Later slaagde de club er ook niet in te promoveren.
Na de Tweede Wereldoorlog volgde de grote bloeiperiode. De competitie werd opnieuw geherstructueerd en er kwamen vijf Oberliga's en Dellbrück was medeoprichter van de Oberliga West in 1947. Aan het einde van het seizoen stond de club samen met TSG Vohwinkel 80 op een degradatieplaats, maar trok aan het kortste eind wegens een slechter doelsaldo. Eén jaar later promoveerde de club opnieuw en werd bij de terugkeer meteen vicekampioen achter Borussia Dortmund. Hierdoor plaatste de club zich voor de eindronde om de landstitel. Na een overwinning op SSV Reutlingen ging in de kwartfinale ook verdedigend landskampioen VfR Mannheim voor de bijl. In de halve finale werd de club echter gestopt door Kickers Offenbach, wel pas na twee wedstrijden. De volgende seizoenen eindigde de club in de middenmoot, tot in 1955/56 toen ze net boven de degradatiezone zaten, al hadden ze wel een comfortabele voorsprong van 7 punten op Bayer 04 Leverkusen. Ook het volgende seizoen eindigde de club in de lagere middenmoot.
Door teruglopende toeschouwersaantallen werd het Hauptkampfbahn Müngersdorfer Stadion te duur voor de club. Doordat ze nu zonder stadion zaten besloot de club op 10 juli 1957 te fuseren met SC Rapid Köln. Deze club werd in 1949 opgericht na een fusie met de bedoeling een topclub te worden, maar dit mislukte en Rapid zakte in 1952 al naar de derde klasse. De fusieclub kreeg de naam SC Viktoria Köln.
In oktober 2006 werd in Keulen een nieuwe weg de Preussen-Dellbrück-Weg genoemd.